# Joe Exotic
Joseph Allen Maldonado-Passage (né Schreibvogel,  le 5 mars 1963), mieux connu sous le nom de Joe Exotic, est un ancien exploitant de zoo américain. Ancien propriétaire et exploitant du Greater Wynnewood Exotic Animal Park (alias G. W. Zoo) à Wynnewood, Oklahoma, il avait prétendu être l'éleveur de tigres le plus prolifique des États-Unis.
Également engagé en politique, il a fait campagne à deux reprises sans succès, d'abord à l'élection présidentielle de 2016 aux États-Unis en tant qu'indépendant, puis aux primaires du Parti libertarien pour l'élection du gouverneur de l'Oklahoma en 2018.
En 2019, Joseph Maldonado-Passage est reconnu coupable de 17 chefs d'accusation fédéraux de maltraitance envers les animaux (huit violations de la loi Lacey et neuf de la loi sur les espèces en voie de disparition) et de deux chefs d'accusation pour un complot visant à tuer Carole Baskin, dirigeante de Big Cat Rescue. Il purge une peine de 21 ans dans une prison fédérale aux États-Unis.
En 2020, Netflix sort une série documentaire en huit parties, Au royaume des fauves (Tiger King: Murder, Mayhem and Madness), axé sur Joseph Maldonado-Passage, son zoo et son conflit avec Carole Baskin.

## Biographie

### Jeunesse
Joseph Allen Schreibvogel est né à Garden City, Kansas, le 5 mars 1963. Il grandit dans une ferme au Kansas. À cinq ans, il est violé par un garçon plus âgé. Il déménage avec sa famille au Texas où il rejoint le département de police d'Eastvale, Texas dont il devient bientôt le chef. Il a affirmé qu'après que son homosexualité a été révélée à ses parents, il avait tenté de se suicider en écrasant son véhicule de police dans un pont. Sa version des faits a changé avec le temps : en 1997, il déclarait au Dallas Morning News que l'accident avait été causé par un tiers lors d'une enquête policière liée à la drogue, mais les résidents locaux contactés n'avaient aucun souvenir de l'événement.

### Carrière

#### Animaux
Joseph Schreibvogel occupe divers emplois avant d'ouvrir une animalerie avec son frère Garold à Arlington, au Texas, en 1986. En 1997, après avoir fermé sa première animalerie et en avoir ouvert une nouvelle à proximité, il entre en conflit avec la municipalité d'Arlington pour des violations répétées du code des décorations et des enseignes : avoir accroché un drapeau des États-Unis avec des rayures arc-en-ciel dans les vitrines des magasins. Il estime que son entreprise avait été ciblée par homophobie en raison de son orientation sexuelle. Après la mort de son frère dans un accident de voiture en 1997, il vend l'animalerie et achète une ferme avec 6,5 hectares de terrain dans l'Oklahoma avec ses parents. Deux ans après la mort de son frère, la ferme ouvre ses portes sous le nom de Garold Wayne Exotic Animal Memorial Park en hommage à son frère. Deux des animaux de compagnie de Garold sont les premiers habitants du zoo.
En février 1999, alors que des enquêteurs sur le bien-être animal découvrent un grand nombre d'émeus sous-alimentés à Red Oak, au Texas, Joseph Schreibvogel se porte volontaire pour capturer les animaux et les emmener dans son parc animalier. Les volontaires et la police de Red Oak sont rapidement submergés par la tâche de confiner ces oiseaux volumineux et rapides. Joseph Schreibvogel et un autre homme tuent des émeus avec des fusils de chasse et sont accusés par la police de cruauté envers les animaux. Cependant, comme les émeus sont considérés comme du bétail, ils peuvent légalement être tués au Texas et un grand jury refuse d'inculper Schreibvogel. La plupart des oiseaux survivants sont finalement recueillis dans des ranchs du Texas.
En 2000, il acquiert ses premiers tigres, deux tigres abandonnés. Il nourrit ses félins avec les carcasses entières de chevaux qui lui sont donnés et qu'il tue par arme à feu.
Pendant plus de 20 ans, il est connu sous le nom de Joe Exotic, propriétaire et exploitant du Greater Wynnewood Exotic Animal Park (aussi connu sous le nom G. W. Zoo), connu pour ses grands félins. Il dirige une émission de télé-réalité en ligne qu'il diffuse depuis son zoo. Au fil des ans, il organise des démonstrations à travers le pays où il permet aux gens de caresser de jeunes tigres. Il organise aussi des spectacles dans des foires et des centres commerciaux.
En 2006, le G. W. Zoo est cité à plusieurs reprises par l'USDA pour des violations des normes de la loi fédérale américaine sur le bien-être animal. En 2011, Carole Baskin, fondatrice du sanctuaire pour félins Big Cat Rescue en Floride, organise des manifestations contre son utilisation de jeunes félins dans ses spectacles. Pour riposter, Joe Exotic utilise le nom de Big Cat Rescue et divers aspects identifiants de l'image de marque du sanctuaire dans sa propre communication. Carole Baskin le poursuit pour contrefaçon de marque et il est condamné à lui verser un million de dollars.

#### Musique
Joe Exotic a enregistré plusieurs chansons de musique country. Il commande des chansons à d'autres artistes, sa contribution créative se limitant à suggérer des sujets de chansons et à chanter quelques chœurs. Il produit ensuite des clips postés sur YouTube, se décrivant comme le principal interprète et prenant tout le crédit de la musique, sans en avoir avisé les artistes. En 2015, il sort un clip pour la chanson « Here Kitty Kitty », un « diss song » contre Carole Baskin. Dans la vidéo, un sosie de Baskin nourrit ses tigres avec le corps de son deuxième mari, Don Lewis, porté disparu depuis 1997 et déclaré mort en 2002.

### Engagement politique
Il se présente sous le nom de Joseph Allen Maldonado en tant que candidat indépendant à l'élection présidentielle américaine de 2016. Il reçoit 962 votes à l'échelle nationale.
Il se présente ensuite sous le nom de Joe Exotic aux élections primaires du parti libertarien lors des élections de 2018 pour le gouverneur de l'Oklahoma. Il reçoit 664 voix à la primaire, terminant dernier parmi les trois candidats,,.

### Arrestation et condamnation

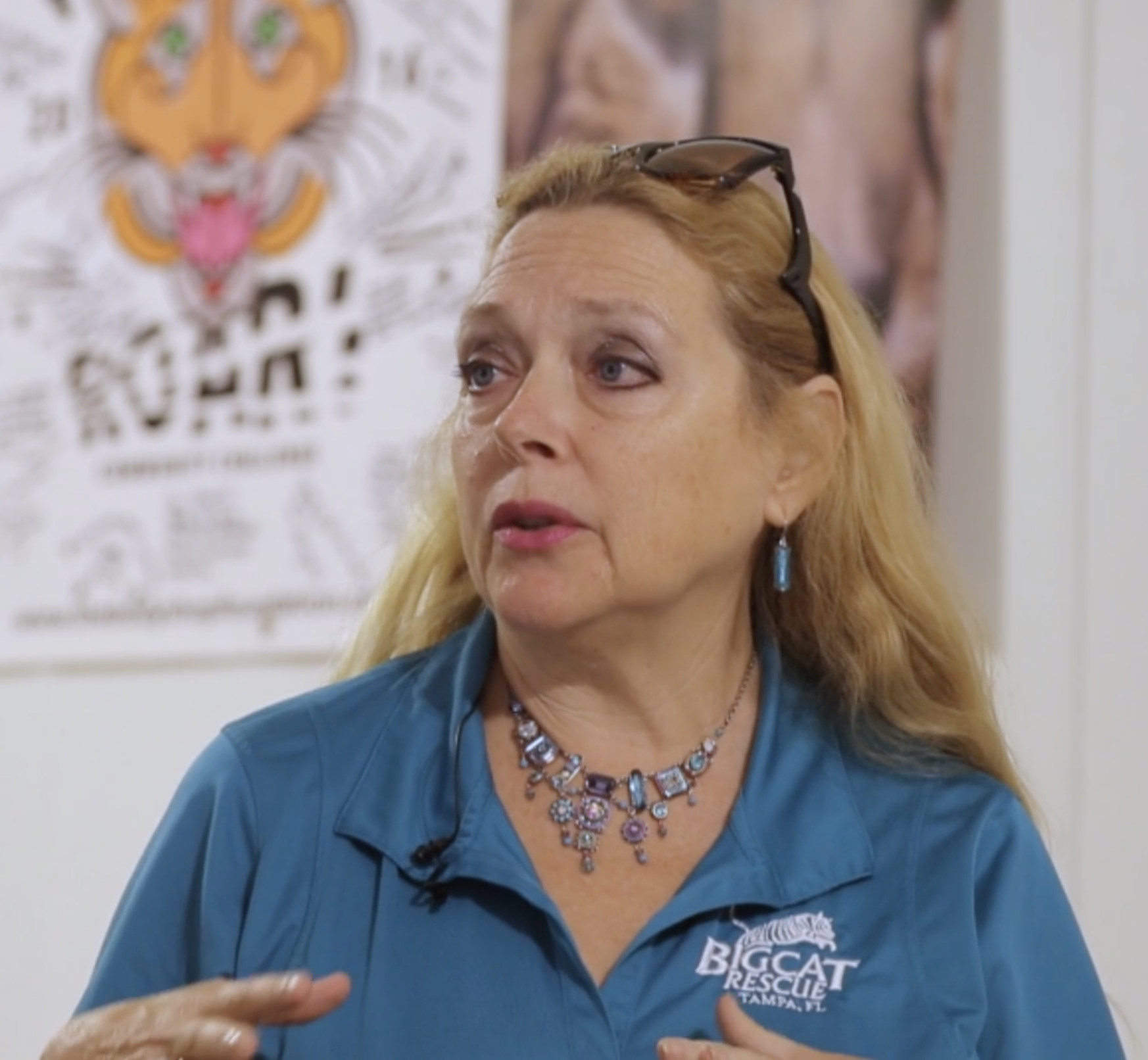
Carole Baskin en 2019, la cible du complot de meurtre commandité par Maldonado-Passage.

En 2018, Joseph Maldonado-Passage est accusé d'avoir tenté de faire assassiner Carole Baskin, dirigeante de Big Cat Rescue : il avait tenté en décembre 2017 d'embaucher un agent du FBI en civil qui se faisait passer pour un tueur à gages. Le 7 septembre 2018, il est arrêté à Gulf Breeze, en Floride, et détenu à la prison du comté de Santa Rosa jusqu'au 19 septembre, date à laquelle il est transféré en détention fédérale. Il est ensuite transféré à la prison du comté de Grady à Chickasha, dans l'Oklahoma.
Le 2 avril 2019, il est reconnu coupable de deux chefs d'accusation pour avoir voulu faire assassiner Carole Baskin, huit violations de la loi Lacey sur le commerce d'animaux sauvages et neuf violations de la loi sur les espèces en voie de disparition,. Le 22 janvier 2020, il est condamné à 22 ans de prison fédérale. En mars 2020, il est incarcéré au Centre médical fédéral de Fort Worth. 
Le 17 mars 2020, Joseph Maldonado-Passage dépose une plainte contre le gouvernement fédéral américain à la prison du comté de Grady. Il demande 94 millions de dollars au United States Fish and Wildlife Service (USFWS). La plainte réclame des dommages et intérêts de 79 millions de dollars à USFWS pour la perte de ses tigres et 15 millions de dollars pour son incarcération et plusieurs autres charges, dont la mort de sa mère, Shirley. La plainte accuse également son ancien partenaire commercial, Jeff Lowe, d'avoir remplacé son traitement médical par des drogues illicites et d'avoir ruiné sa propriété,.
Joe Exotic demande aussi une grâce présidentielle au président Donald Trump, qui répond lors d'une conférence de presse le 9 avril 2020 qu'il va examiner la demande, mais ne l'accorde finalement pas. En mai 2021, Joe Exotic annonce être atteint d'un cancer de la prostate et demande à être gracié par le président Biden. Il est transféré du Centre médical fédéral de Fort Worth à celui de Butner en Caroline du Nord en 2021.
En 2021, son avocat John Michael Phillips dépose une requête en vue d'un nouveau procès et, le 15 juillet 2021, une cour d'appel américaine statue que sa peine initiale était trop sévère et qu'il devrait purger une peine plus courte, affirmant que les condamnations pour avoir engagé deux hommes pour tuer Baskin auraient dû être traitées comme une seule par les tribunaux de première instance,. Le tribunal réduit sa peine d'un an, le condamnant à 21 ans fin janvier 2022,.

### Vie personnelle
Joe Exotic assume son homosexualité. Il fait référence à de nombreux partenaires comme ses maris bien qu'il ne soit pas légalement marié. Son premier partenaire connu est Brian Rhyne, décédé des suites du VIH en 2001.
L'année suivante, Joe Exotic commence une relation avec J. C. Hartpence, un gestionnaire d'événements qui l'aide pour son spectacle d'animaux itinérants. Leur relation se termine quand Joe Exotic menace de tuer Hartpence et de nourrir le plus grand tigre du zoo avec ses restes et lorsque Hartpence réveille Joe Exotic en lui mettant un pistolet sur la tête, ce qui conduit à son arrestation par les autorités locales. Hartpence a par la suite été reconnu coupable d'agression sexuelle sur enfant et de meurtre au premier degré.
À la mi-2003, John Finlay est embauché comme employé du G. W. Zoo et, un mois plus tard, entame une relation avec Joe Exotic.
Travis Maldonado arrive au zoo en décembre 2014 et, tout comme Finlay, commence une relation avec Joe Exotic en moins d'un mois. Joe Exotic, Maldonado et Finlay se marient officieusement début 2014. Joe Exotic et Finlay se séparent finalement et, à la suite d'un incident dans le parking arrière du zoo, Finlay est arrêté et accusé de coups et blessures. En 2015, Joe Exotic épouse légalement Travis Maldonado et son nom légal devient Joseph Maldonado. Comme révélé dans Au royaume des fauves, John Finlay et Travis Maldonado étaient hétérosexuels et avaient tous deux des relations avec des femmes du zoo. Le 6 octobre 2017, Travis Maldonado décède dans un accident impliquant une arme à feu survenu au zoo, devant le directeur de campagne de Joe Exotic.
Le 11 décembre 2017, Joe Exotic épouse Dillon Passage ; l'un des témoins est la mère de Travis Maldonado,. Son nom de famille légal devient alors Maldonado-Passage.
Joe Exotic écrit son autobiographie, Tiger King: The Official Tell-All Memoir, alors qu'il est en prison. Elle est publiée aux États-Unis le 9 novembre 2021.

## Documentaires
Joe Exotic était déjà apparu dans le documentaire de Louis Theroux America's Most Dangerous Pets.
En 2020, la série documentaire Au royaume des fauves, centrée sur lui, est diffusée sur Netflix,. Elle attire plus de 34 millions de spectateurs en dix jours, restant en tête des programmes de Netflix pendant dix-sept jours. Plusieurs adaptations en fictions sont envisagées à la suite de ce succès, Nicolas Cage et Rob Lowe étant annoncés dans le rôle titre de Joe Exotic. 
Le 17 novembre 2021, la deuxième saison de la série Au royaume des fauves est diffusée sur Netflix, elle inclut des extraits d'entretiens avec Joe Exotic incarcéré,.